# William Bryant Cooper

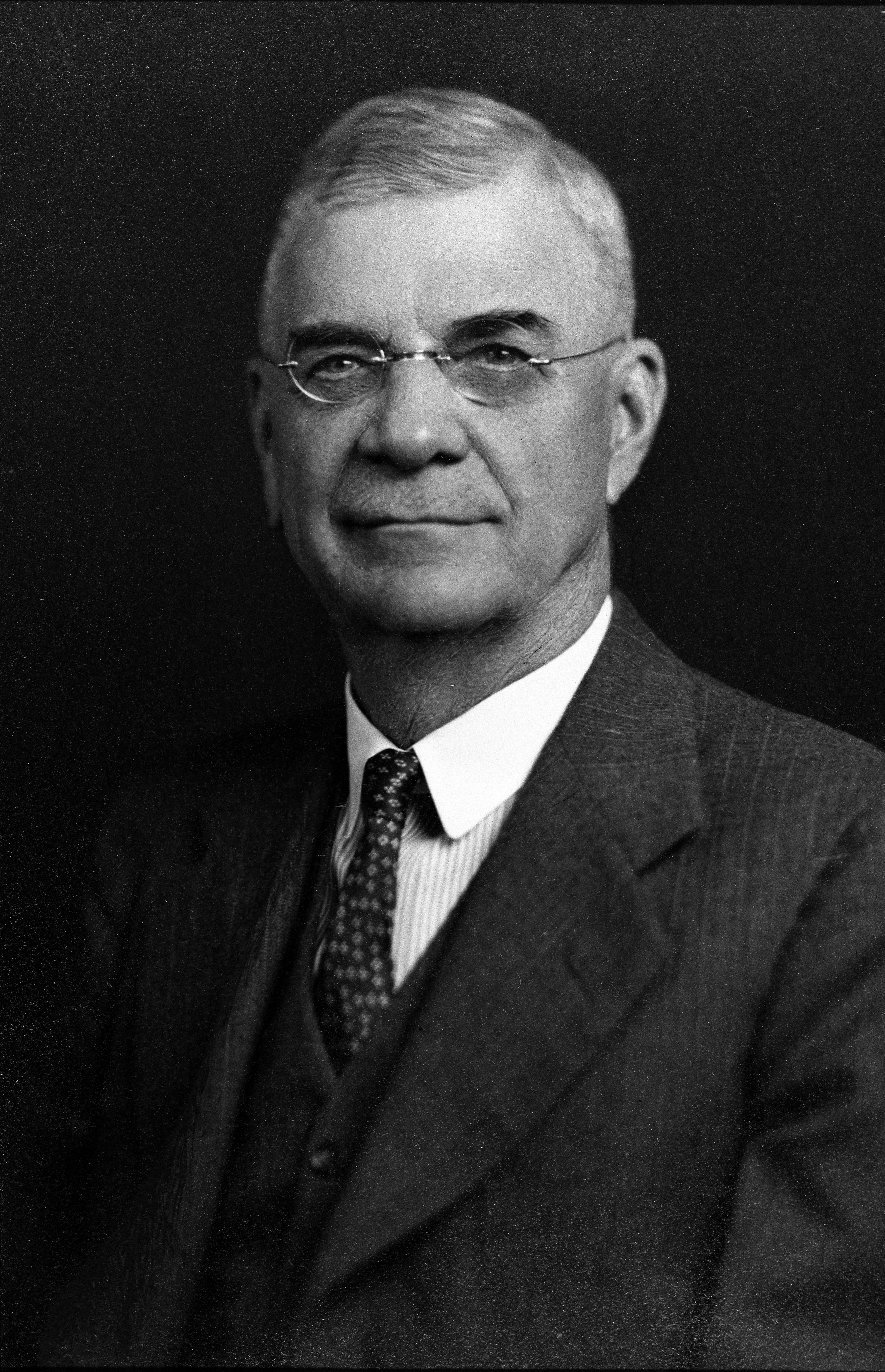
William Bryant Cooper

William Bryant Cooper (* 22. Januar 1867 in Cool Springs, South Carolina; † 9. November 1959 ebenda) war ein US-amerikanischer Politiker (Demokratische Partei), der von 1921 bis 1925 Vizegouverneur des Bundesstaates North Carolina war.

## Werdegang
Cooper war der Sohn von Noah Bryant und Lucinda Jennette Cooper. Er besuchte die öffentlichen Schulen von Mullins, South Carolina. 1893 heiratete er dann Frances Ada Gore. Er wurde ein bekannter Bankier und Geschäftsmann in New Hanover County, North Carolina. Dort war er zuerst Mitglied und später Präsident der Handelskammer von Wilmington. 1910 wurde er Mitglied des Board of Trade. Ferner war er der Präsident der Masonic Temple Corporation.
Er gewann die demokratische Vorwahl von 1920 für das Amt des Vizegouverneurs von North Carolina und schlug dabei seinen Konkurrenten Fordyce C. Harding. In späteren Parlamentswahl konnte er sich gegenüber dem republikanischen Herausforderer Irvin B. Tucker und dem Sozialisten H.C. Beuck behaupten. Nach der damaligen Staatsverfassung war er nicht berechtigt eine zweite Amtszeit zu dienen. In dieser Zeit war er auch der Präsident des Senats in zwei regulären und zwei Sondersitzungen.